# Hesar Hadżilar
Hesar Hadżilar (perski: حصارحاجي لار) – wieś w Iranie, w ostanie Azerbejdżan Zachodni. W 2006 roku  liczyła 447 mieszkańców w 134 rodzinach.